# Sœurs de Saint Augustin de Pologne
Les Sœurs de Saint Augustin de Pologne (en latin : Congregatio Sororum S. Augustini in Polonia) sont une congrégation religieuse féminine enseignante de droit pontifical.

## Histoire
L'origine de la congrégation remonte au 4 octobre 1583, date de la fondation du monastère féminin du Tiers-Ordre augustin de Cracovie ; en 1666, le monastère devient un ordre de moniales de Saint Augustin. En 1936, la communauté fonde de nombreuses branches dans les archidiocèses de Cracovie et de Wrocław. Le 17 février 1964, le cardinal Stefan Wyszyński, primat de Pologne et archevêque de Varsovie, transforme le monastère de Cracovie avec ses branches en une congrégation religieuse de vœux simples et de droit diocésain.
L'institut est agrégé à l'ordre de Saint-Augustin le 25 juillet 1969 et obtient l'approbation pontificale le 15 août 1983.

## Activités et diffusion
Les sœurs se consacrent à l'enseignement.
Elles sont présentes en Pologne avec la maison-mère à Cracovie. 
En 2017, la congrégation comptait 56 sœurs dans 6 maisons.